# Kris Peeters
Kristiaan Peeters, detto Kris (Roeselare, 18 maggio 1962), è un politico belga, membro dei Cristiano-Democratici e Fiamminghi. Dal 2007 al 2014 è stato ministro presidente delle Fiandre, succedendo a Yves Leterme. Dal 2014 al 2019 è vice primo ministro e ministro federale del lavoro, dell'economia e dei consumatori, nonché responsabile del commercio estero nei governi guidati da Charles Michel.Nel 2019 è stato eletto membro del Parlamento europeo, dimettendosi dagli incarichi ministeriali.

## Biografia

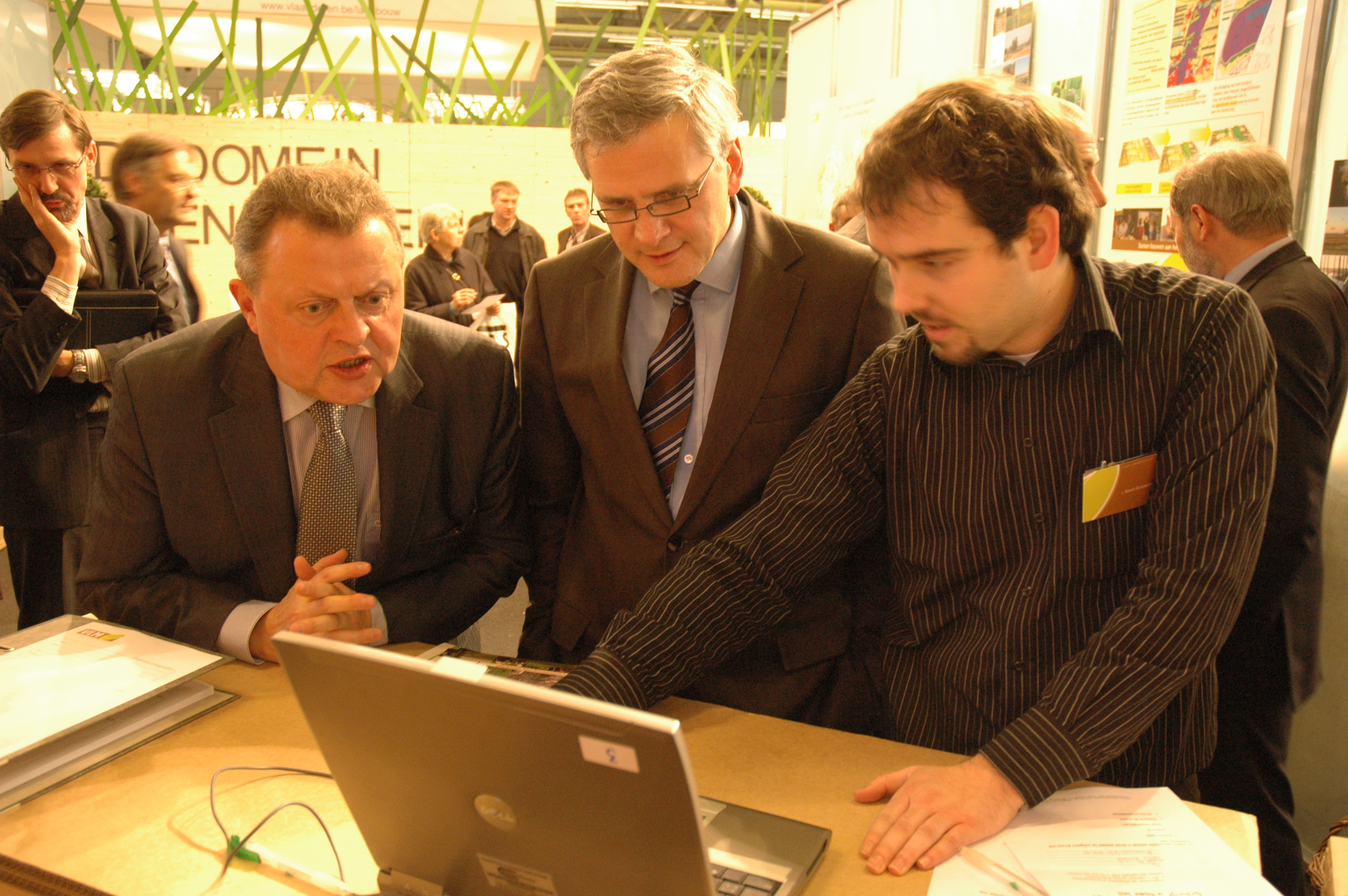
Kris Peeters alla fiera agricola Agriflanders a Gand nel 2009

È cresciuto in una famiglia di orientamento cristiano democratico. Suo padre fu per molti anni presidente del Partito Popolare Cristiano (CVP) di Ruisbroek. Ha studiato diritto e filosofia presso la Facoltà universitaria di Sint-Ignatius Anversa (UFSIA), in seguito parte dell'Università di Anversa. Ha lavorato come avvocato dal 1986 al 1988, dal 1988 al 1991 come consulente per l'Organizzazione Belga degli Imprenditori Indipendenti (NCMV). Successivamente dal 1989 al 1991 ha insegnato presso il Postuniversitair Centre Limburg (LUC). Nel 1991 è ritornato al NCMV, dove ha ricoperto la carica di direttore fino al 1994. Nel 1994 entra a far parte dell'Unione Nazionale Cristiana della classe Media, come segretario generale, carica che ha mantenuto fino al 1999. A partire dal 1999 viene nominato direttore generale, continuando a guidare questa organizzazione dove ha costruito con successo l'Organizzazione dei datori di lavoro fiamminghi UNIZO (Unie van Zelfstandige Ondernemers).
Dopo dieci anni alla guida, nel 2004, lascia l'organizzazione in quanto viene nominato ministro per le opere pubbliche, i porti, l'energia, l'ambiente e la natura nel governo fiammingo, anche se non era un membro del Parlamento fiammingo. Quando nel giugno 2007, Yves Leterme, viene nominato primo ministro belga, Peeters è stato l'unico politico del Cristiano-Democratici e Fiamminghi, a far parte del governo di coalizione fiammingo, dopo la successione di Leterme. Il 28 giugno 2007 ha giurato e assunto l'incarico di ministro presidente fiammingo nella Martelarenplein di Bruxelles. Dopo il successo delle elezioni del 7 giugno 2009, Peeters ha costituito il suo secondo governo composto dai Cristiano-Democratici e Fiamminghi e dai partner di coalizione del Partito Socialista Differente e Nuova Alleanza Fiamminga. In questo secondo governo fu anche responsabile ministeriale per l'agricoltura, la pesca marittima, le aree rurali e gli affari esteri.

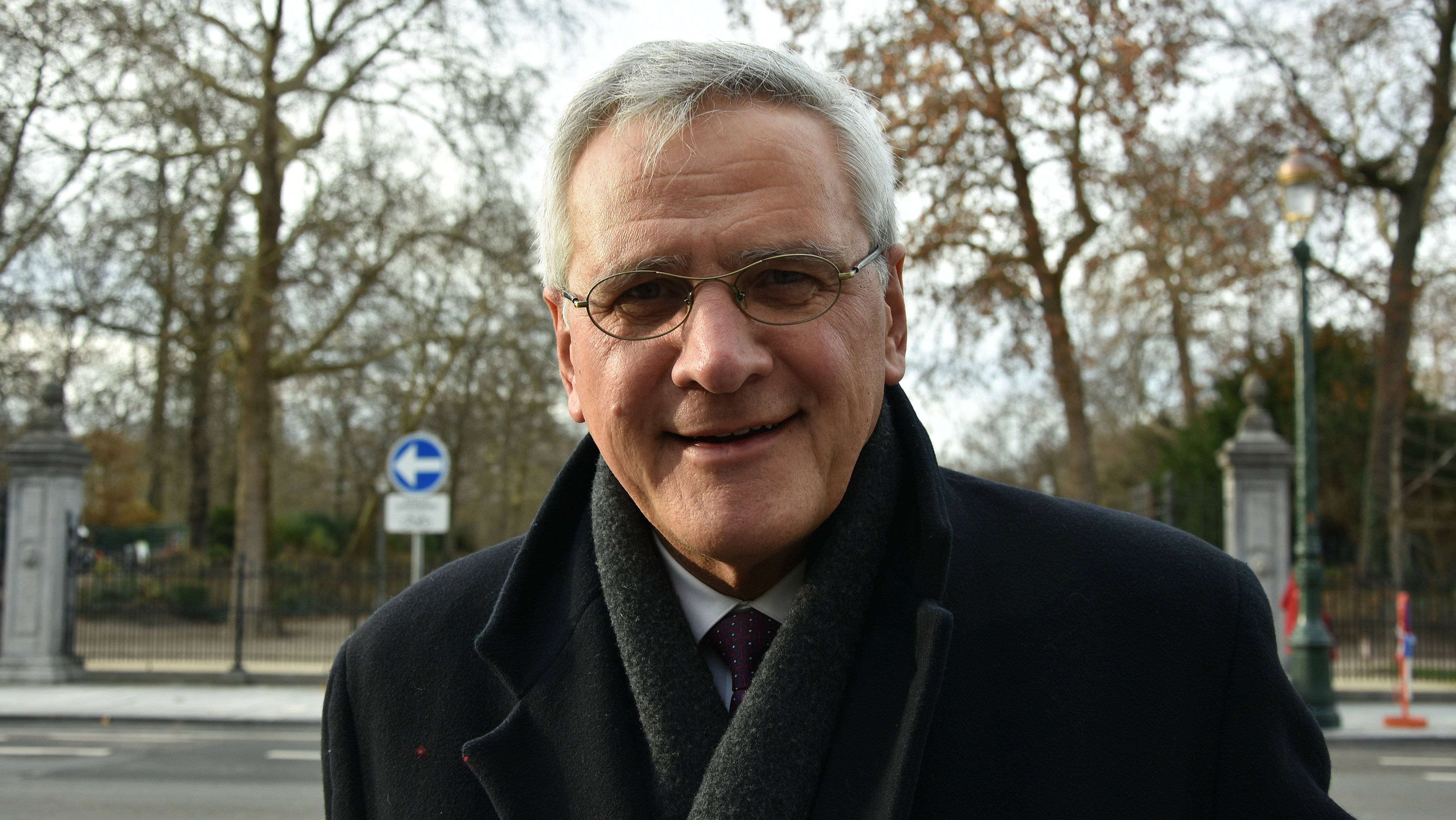
Kris Peeters nel 2018

Dopo le elezioni del maggio 2014 in Belgio, dove Bart De Wever ha potuto espandere la Nuova Alleanza Fiamminga, sia a livello federale che a livello fiammingo, Peeters ha annunciato il 26 maggio 2014 le dimissioni del suo governo. Peeters era del parere che, secondo i risultati delle elezioni, l'iniziativa per l'istruzione governativa delle Fiandre spettasse a Bart De Wever. Il 25 luglio 2014 Peeters venne sostituito dall'ex ministro fiammingo dell'interno, Geert Bourgeois, come ministro presidente. Kris Peeters vive nel comune belga di Puurs nella provincia di Anversa, e, dal 2007, è membro del suo consiglio comunale. Nel periodo come ministro presidente delle Fiandre, Peeters fu uno dei politici fiamminghi più popolari. Nel 2012, è anche risultato nell'elenco dei politici più popolari, quasi alla pari con Bart De Wever.

## Posizioni politiche

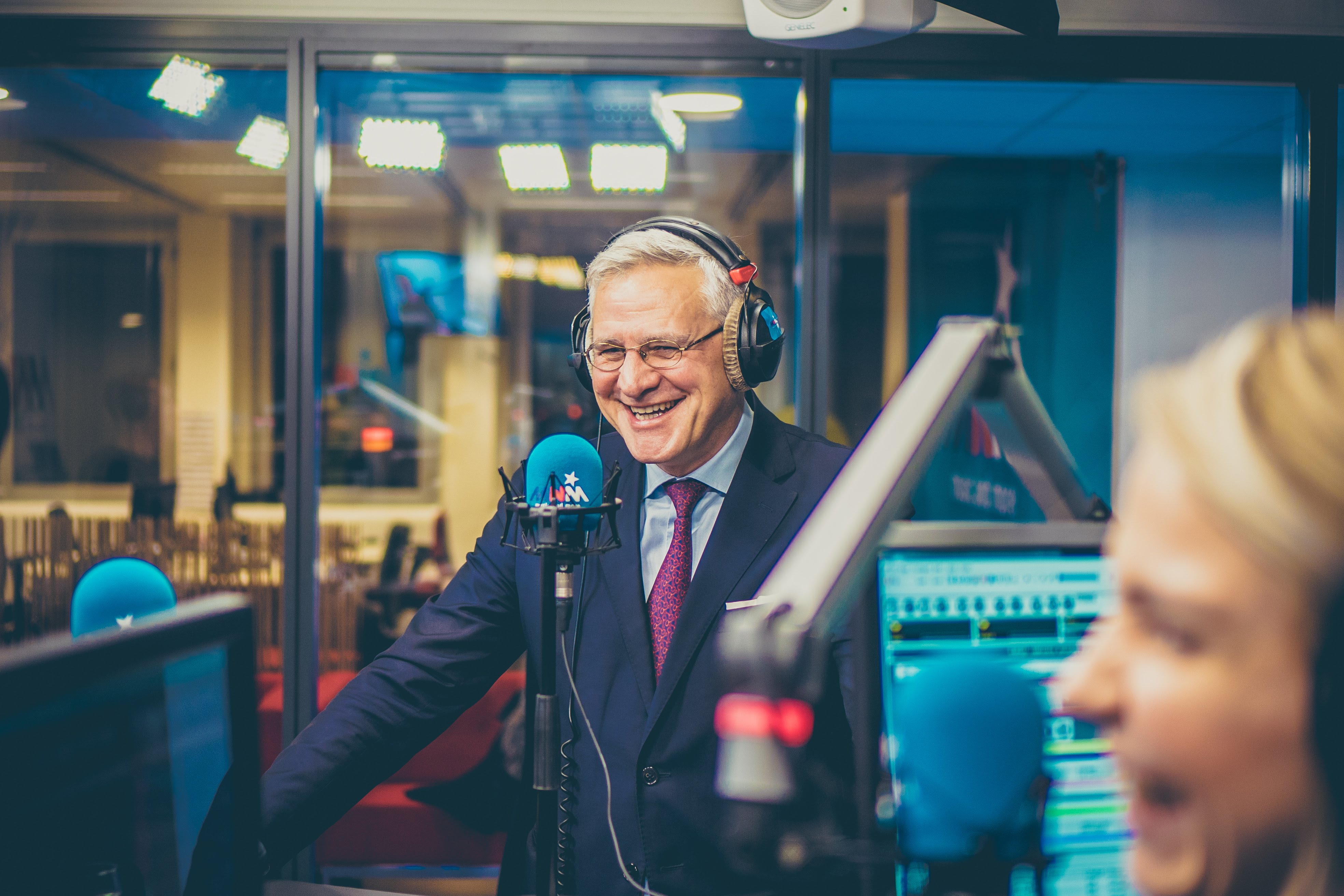
Kris Peeters nello studio di MNM

Kris Peeters vede il futuro delle Fiandre in Belgio, al contrario della Nuova Alleanza Fiamminga di Bart De Wever. Politicamente, Peeters sostiene pertanto l'attuazione della Sesta riforma dello Stato. D'altra parte, i politici francofoni, come l'ex primo ministro della regione di Bruxelles, Picqué, sostengono che Peeters si definisce "un confederalista", un'etichetta con cui Bart De Wever, ha aperto all'indipendenza delle Fiandre.